# Valentín y los Volcanes
Valentín y los Volcanes es una banda de indie rock de la ciudad de La Plata, Argentina formada en 2009. Está integrada por Jo Goyeneche (guitarra y voz), Facundo Baigorri (batería y voz), Nicolás Kosinski (guitarra), Francisco de la Canal (bajo) y Pablo Perazzo (teclados). La banda combina el New Wave con el Shoegaze (The Pastels, The Vaselines), atravesado por el rock nacional argentino de bandas como Virus o Estelares y el rock alternativo estadounidense de The Cure, R.E.M., Pavement y Yuck.
Su discografía consta de tres álbumes de estudio y un sencillo en vinilo de 7" editado en Nueva York por el sello Echo-Resonance.
Su tercer disco de estudio, Una Comedia Romántica, fue lanzado digitalmente el 16 de diciembre de 2015 y su edición física salió a la venta en marzo de 2016.
El disco fue producido por Tweety González, responsable de discos como El amor después del amor de Fito Páez, Dynamo y Canción Animal, de Soda Stereo, entre otros.
Han tocado en festivales como el Pepsi Music de 2013 y en las ediciones del Personal Fest 2012 y 2013.

## Inicios e Influencias
En diferentes entrevistas (al cantante Jo Goyeneche en Página 12 y a Valentín y los Volcanes en IndieHoy y Persimusica) la banda comenta sobre sus inicios e influencias:
"[Jo Goyeneche]: La idea nació un poco por azar, ayudado por nuestras ganas de volver a enchufar las guitarras y componer canciones nuevas. Cada uno de nosotros había tenido algunas bandas y acumulábamos en cajas de zapatillas viejas cintas de casetes con ensayos […] Comenzamos en una sala que armamos en el fondo de la casa de Nico Kosinski, rodeados de pasto, un gran Sauce y la empática compañía de su familia. Yo me sentía un poco como en un disco de Tom Waits, porque detrás de esa medianera vivía un desquiciado fanático de ciertos animales, entonces escuchábamos siempre al llegar esa sinfonía disonante de pájaros y animales exóticos que el tipo había conseguido de alguna forma dudosa. Nos sentíamos en una especie de granja. Una granja de rehabilitación espiritual, con animales cantando […] En ese contexto aparecieron las primeras canciones."
"[Jo Goyeneche]: Somos fanáticos de ciertas cosas un poco románticas, como el casete, esas novelas de iniciación estadounidenses, ciertas películas de los ‘80. Eso es parte fundamental de nuestra infancia y adolescencia, y supongo que sigue trabajando en nuestros inconscientes "..."
"[Nicolás Kosinski]: Siempre nos gustaron mucho las bandas de guitarras, toda esa revisión de la música pop que se dio en los 90s nos marcó mucho, fue la banda de sonido de nuestra adolescencia, Pixies, Jesus and Mary Chain, My Bloody Valentine, Guided by Voices'' "..."
"[Jo Goyeneche]: nos gusta la música pop, sobre todo la compuesta por gente un poco desquiciada y anormal. Esos discos nos enseñaron a observar, a escuchar y a entender el mundo, aunque la verdad es que nos gusta casi toda la música compuesta desde los años 20 hasta la actualidad. […] algunas otras influencias son inevitables, podemos elegir qué discos escuchar, qué libros, que películas, pero no podemos elegir que haya nevada o que se prenda fuego un árbol delante nuestro, entonces estamos alertas a esas cosas, porque nos fascinan, y nos influencian. Ante esas cosas somos pararrayos."..."

## El vínculo con Daniel Johnston
En 2010 Valentín y los Volcanes lanza su primer videoclip: Piedras al Lago, del disco Play al Viejo Walkman Blanco. Se trata de una videoanimación realizada por el propio Jo Goyeneche, y cuenta con la participación de Daniel Johnston, quien presta su voz para presentar a la banda en un ficticio show televisivo. Tres años después, el 23 y 24 de abril de 2013, Daniel Johnston invita al cantante de Valentín y los Volcanes a acompañarlo en los dos shows que brinda en el Club Niceto.

## Discografía

### Álbumes
- Play al Viejo Walkman Blanco (2010)
- Todos los sábados del mundo (2012)
- Una comedia romántica (2015)

### Sencillos
- Piedras al Lago (Vinyl 7") (2011)